# IC 1385
IC 1385 — галактика типу SB? (компактна витягнута галактика) у сузір'ї Водолій.
Цей об'єкт міститься в оригінальній редакції індексного каталогу.